# Test della varianza minima
In statistica, il test della varianza minima è un test utilizzato per la valutazione del rispetto delle condizioni di omoschedasticità. Deve essere eseguito prima di poter confrontare gruppi mediante analisi della varianza.
Viene eseguito assieme ad altri due test ad esso complementari:
- test di Cochran che valuta se la varianza maggiore tra i gruppi è omogenea rispetto alle altre;
- test di Hartley che valuta se tutte le varianze dei gruppi globalmente sono da ritenersi omogenee.

La condizione di applicabilità del test è che i {\displaystyle p} campioni in esame, provenienti da popolazioni normali, abbiano tutti uguale numerosità {\displaystyle n}.
Il test della varianza minima valuta se la varianza minore tra i gruppi è omogenea rispetto alle altre (ossia non differisce significativamente).
La procedura si articola come segue: 
1) calcolare il rapporto Scalc tra la minore delle varianze e la somma di tutte le varianze stimate(inclusa la minima). 
2) confrontare il valore del rapporto Scalc con i valori critici tabulati (per un dato livello di probabilità) in funzione del numero {\displaystyle p} dei campioni in esame e della numerosità campionaria {\displaystyle n}.
3) l'ipotesi nulla (H0) di uguaglianza delle varianze viene respinta se Scalc < Stab e viene accettata in caso contrario.
Trova applicazione in chimica analitica per verificare il rispetto delle condizioni di omoschedasticità ai fini della valutazione della precisione intermedia un tipo di precisione la cui stima è necessaria nella validazione di un metodo chimico conformemente alla norma UNI CEI EN ISO/IEC 17025 “Requisiti generali per la competenza dei laboratori di prova e di taratura".